# Уаки
Уак или Вак (каз. Уақ / Uaq) — тюркское племя, одно из шести племён среднего жуза (аргыны, найманы, кыпшаки, коныраты и кереи) составляющих среднюю орду казахского народа. Самое малочисленное племя в составе среднего жуза (согласно оценке проведенной Баяном Ракишевым в 2016 году, казахов рода уак в Казахстане насчитывалось 160 тысяч человек).  На сегодняшний день род уак расселён в Павлодарской, Восточно-Казахстанской, Северо-Казахстанской, Костанайской и Абайской областях Казахстана.

## Происхождение
Если верить ногайской эпической поэме «Эдиге», в 14 веке представитель рода Уак был в числе беков на совете у хана Золотой орды — Токтамыша. В 1420 году в бою между сыном Тохтамыша Кадыр-Берди и основателем Мангытского юрта Едигея погиб бахадур Ер-Кокше из рода Уак. По данным Тынышбаева, на начало 20 века казахи рода уак считали именно Ер-Кокше своим предком.
Одной из основных гипотез о происхождении уаков состоит в том, что уак вышли из рода керей. Когда войска Российской империи впервые столкнулись с кереями, племя уаков кочевало вместе с ними. К тому же, родовая тамга рода уак схожа с тамгой кереев. Советский востоковед Алькей Маргулан также полагал, что уак происходят от кереитов, сведения о которых относятся к XIII в. Данная версия была поддержана Востровым и Мукановым. Отмечалось, что уак относились к кереям в системе родства как младший брат к старшему. Рычков, говоря о племенном составе Среднего жуза, также объединяет уак и кереев под общим названием уак-гирейцы. Как полагают исследователи, родство уак и кереев не может вызвать сомнения. В исторической литературе господствует мнение, что племя керей происходит от средневековых кереитов.
Согласно исследованиям генетиков, 64 % уак являются носителями гаплогруппы N1a1a, тогда как родственные им кереи преимущественно являются носителями гаплогруппы C2* (C3-старкластер). Среди уак всего выявлено 5 гаплогрупп с частотой не менее 3 %: C2-M217, G1-M285, G2a2b2a-P303, J1*-M267(xP58), N1a1a-M178. По прямой мужской линии к племени уак наиболее близки буряты, проживающие в Дульдургинском районе Агинского бурятского округа.
В ряде источников уак отождествляются со средневековыми онгутами . Рашид ад-Дин включал онгутов в число народов, известных под именем монголов. По данным монгольского летописца Санан-Сэцэна, онгуты во времена Чингисхана были в составе су-монголов (татар). Как пишет А. Очир, онгуты сложились в результате смешения тюрок-шато с монгольскими племенами.
В 19 веке Николай Аристов (1847—1910) выдвигал версию о том, что род уак может быть близок к одному из найманских родов узбеков Мавераннахра — Уактамгалы.
Существует также маргинальная версия, что род уак появился искусственно подобно служивому роду толенгит. Якобы, ханы Старшего жуза брали лучших воинов, проявивших себя в боях и запретили им впредь называть свое происхождении и выделили в отдельный род.

## Тамга, уран, деление
```
 
Тамга
 — 
, 
, 

 
Уран
 — Жаубасар, Бармак
```

```
 
Ергенекты уак

 
Тамга
 — 
 — ергенек, 
 — ай 
```

- Жантелі:

1. Сарман (~30 %)
2. Шоға (~50 %)
3. Байназар
4. Еренші

- Жангелді:

1. Бидалы
2. Баржақсы
3. Жансары
4. Шайгөз[12]

## Известные представители
- Татикара (1705—1780) — поэт, полководец, советник Абылай хана.

- Батыр Баян  (1714—1772) — полководец эпохи казахско-джунгарских войн.

- Нороконев Темиргали Тюбиевич (1859—1919) — депутат Государственной думы Российской империи II созыва от Семипалатинской области.

- Акылбек Сабалулы (1880—1919) — казахский поэт.

- Молдажанов Ильяс Исмаилович (1900—1938) — советский общественный деятель, журналист и поэт. Жертва сталинских репрессий.

- Арыкова Нагима Идрисовна (1902—1956) — партийный деятель. Одна из организаторов женского движения в Казахстане.

- Амангельды Исаков (1905—1993) — советский механизатор, Герой Социалистического Труда (1950).

- Казбек Тасбаев (1907— 1993) — советский хозяйственный, государственный и политический деятель.

- Камшат Байгазиновна Доненбаева (1943—2017) — Депутат Совета Национальностей Верховного Совета СССР 9-11 созывов.

- Кадыр Каркабатович Байкенов (1944—2022) — казахстанский государственный и политический деятель.

- Калиев Алдаш Байботжанович (1947-2005) - казахстанский государственный и политический деятель

- Мурат Жекпекович Жексенбеков (1951—1996) —18-кратный чемпион СССР по хоккею на траве.

- Акежан Магжанович Кажегельдин (род. 1952) —  казахстанский государственный, политический и общественный деятель, премьер-министр Республики Казахстан (1994—1997), оппозиционер.

- Кайрат Айтмухамбетович Нурпеисов  (род. 1957) — казахстанский политический деятель, руководитель Аппарата Сената Парламента, аким Павлодарской области (2003—2008).

- Булат Жумабекович Бакауов (род. 1971) — аким Павлодарской области (2016—2020).

- Максим Ержанович Найзахан (род. 1984) — казахстанский и российский боец Исторического Средневекового Боя, чемпион мира в командной номинации 5х5 (2018), многократный победитель и призёр международных соревнований в одиночных и командных номинациях.

- Дина Жоламановна Жоламан (род. 1992) — чемпионка мира по боксу (2016).

- Ерлан Кайратканович Серикжанов (род. 1995) — казахстанский дзюдоист. Многократный чемпион Азии и призёр ЧМ ВКО Урджар.

- Аблайхан Кайратович Жусупов (род. 1997) — казахстанский боксёр.

- Абылкаир Бактыбаевич Скаков (род. 1974) — аким Павлодарской области (2020—2022).

- Ертаева Нургуль Алдашевна (род. 1974 ) — казахстанский и российский общественный деятель, меценат, радио и теле ведущая.

- Жанибек Алимханулы- боксер

- Нургалеев Игнат Гаврилович   (Нығметолла Қазқанұлы) (1923- 2019) - ветеран ВОВ, заслуженный агроном РСФСР, награждён орденами  Отечественной войны ll степени, "Трудового Красного Знамени", медалями  " Ветеран труда", " За освоение целинных и залежных земель", " Заслуженный агроном РСФСР".[13]